# Aum Shinrikyo

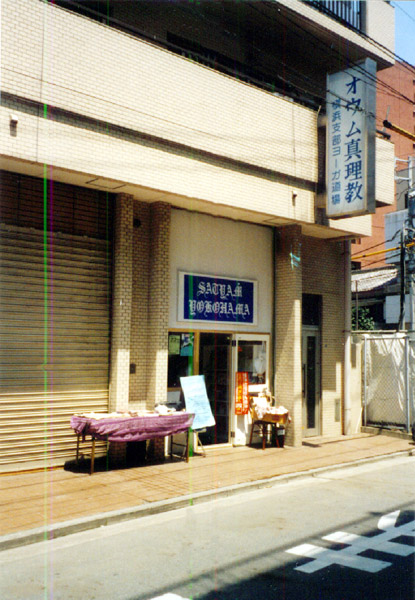
Tak van Aum Shinrikyo in Yokohama

Aum Shinrikyo (Japans: オウム真理教, Ōmu Shinrikyō) ook bekend als de Aoum, nu gesplitst in Aleph en Hikari no Wa, is een Japanse terroristische sekte, voorheen onder leiding van Asahara Shoko. In 1995 werd de sekte bekend door het plegen van een aanslag op de metro van Tokio met zelfgemaakt zenuwgas, sarin. Bij deze aanslag vielen dertien doden en 5500 gewonden. Later bleek dat deze doodscultus verantwoordelijk was voor een eerdere sarinaanval het jaar ervoor.
De groep heeft nooit bekend. Zij die de aanval uitvoerden, deden dit in het geheim, zonder dat de gewone gelovigen dit wisten.
Aum Shinrikyo is door verschillende landen bestempeld als een terroristische organisatie, waaronder Canada, Kazachstan en de Verenigde Staten. De Japans Nationale Commissie voor Veiligheid beschouwt Aleph en Hikari no Wa als gevaarlijke afsplitsingen van een doodscultus en heeft in januari 2015 aangekondigd dat ze nog minstens drie jaar in de gaten moeten worden gehouden.

## Asahara Shoko
Asahara Shoko's echte naam is Matsumoto Chizuo (麻原彰晃). In 1987 liet hij zijn naam veranderen. Hij werd geboren op 2 maart 1955, als vierde zoon in een familie van vijf broers en twee zussen. Zijn vader was een laaggeschoolde tatami-maker in een landelijke omgeving in Yatsushiro, gelegen op het zuidelijke eiland Kyūshū. Doordat Asahara geboren was met een erfelijke vorm van glaucoom, kon hij niets zien met zijn linkeroog en slechts dertig procent met zijn rechteroog. Asahara's vader kon geen goede opleiding voor zijn kinderen betalen, en greep het excuus van Asahara's slechte ogen aan om hem naar een (door de overheid gesubsidieerde) school voor blinden te sturen. Zijn vader verzweeg dat Asahara niet helemaal blind was, zodat hij toch in aanmerking zou komen voor een volledige beurs.
Zijn schoolcarrière verliep niet geheel onopgemerkt. Asahara gebruikte zijn slechte ogen om gunsten van anderen gedaan te krijgen en bevoorrecht te worden ten opzichte van zijn medestudenten. Er is bekend dat hij geweld heeft gebruikt tegen een aantal van zijn 'dienaars' die hem niet gehoorzaamden, en dat veel van de studenten zijn gewelddadige uitbarstingen vreesden. Toch kon hij soms heel bezorgd zijn, en ingenomen met het welzijn van anderen. Hij was geen stabiel persoon, hoewel hij in het algemeen een goede student was.
Na zijn middelbare school wilde Asahara geneeskunde studeren aan de Universiteit van Kumamoto, maar werd door zijn slechte ogen niet toegelaten. Daardoor ging hij acupunctuur en traditionele Chinese geneeskunde studeren, een richting die vaak gevolgd werd door slechtzienden.
In 1977 besloot hij te verhuizen naar Tokio, om er een nieuw leven te beginnen. Hij bereidde er zich voor op het ingangsexamen van de Universiteit van Tokio. Toen hij niet slaagde voor dit examen, gaf hij de hoop op om een universitaire opleiding te volgen.
Een gevolg van die poging was dat Asahara zijn latere vrouw leerde kennen. Hij zat samen met Ishii Tomoko op de pendeltrein naar de universiteit. Later verklaarde hij dat hij vanaf het eerste ogenblik verliefd was, en dat hij haar tijdens hun tweede ontmoeting vertelde dat ze snel zijn echtgenote zou worden. Zij vertelde dan weer dat ze hem in het begin eerder vreemd vond, maar na een tijdje ook verliefd werd. In januari 1978 trouwden ze. In 1979 werd hun eerste dochter geboren. Ze kregen in totaal vier dochters en twee zonen, waarvan de laatste geboren werd in 1994. Bij de geboorte van hun eerste dochter begon Asahara in te zien dat hij zijn dromen om aan de universiteit te studeren, opzij moest schuiven, en dat hij geld moest gaan verdienen voor zijn gezin.
Asahara en zijn vrouw woonden in Funabashi, waar ze een eigen praktijk openden die gespecialiseerd was in acupunctuur en Chinese kruidengeneeskunde. Die zaak was een succes, maar Asahara was niet tevreden met materiële welvaart. Hij was eerder geïnteresseerd in godsdienst en daarom begon hij dan ook actief met het “beoefenen” van religie in 1980. Door zijn yogaoefeningen beweerde hij in 1981 dat hij een Kundalini-ontwaken had ervaren. In datzelfde jaar sloot hij zich aan bij de (toen) nieuwe religie Agonshū. Amper drie jaar later, in 1984, verliet hij de sekte, om zijn eigen yogaclubje op te richten in Tokio. Verscheidene van zijn eerste volgelingen waren vroegere Agonshū-leden die samen met hem de sekte hadden verlaten.

## Doctrine
De eclectische ideologie van Aum Shinrikyo vindt haar oorsprong in het boeddhisme, het hindoeïsme en in Japanse volksreligies. Er worden onder meer boeddhistische, hindoeïstische en yogateksten gebruikt.
Aum brengt elementen van verschillende religies bij elkaar om zo zijn eigen religie te vormen (syncretisme). Een voorbeeld daarvan is Shiva, een hindoeïstische godheid die staat voor vernietiging. De twee belangrijkste punten in het denken van Aum zijn de schepping van het universum en de vernietiging ervan.
Een tweede doel is het verkrijgen van de ultieme gemoedstoestand, de zogenaamde boeddhistische verlichting. Deze toestand kan enkel bereikt worden door middel van strenge oefening. Yogascholen en het boeddhisme hebben hetzelfde doel, alleen proberen ze dat via een andere weg te bereiken. Asahara maande aan om tot die bestemming te geraken via de door hem opgelegde weg; zijn volgelingen moeten geconcentreerd blijven op de weg die hij heeft uitgestippeld. Hij meende dat als iemand je ooit had uitgelegd hoe je het ultieme doel kon bereiken, je trouw moest blijven aan die persoon, en dat dan ook op zijn manier moest doen.
Om verlichting te bereiken, moest men een bepaalde weg volgen, daar niet van afwijken en hard oefenen. Men moest voorschriften volgen, beginnen van nul en zichzelf opwerken. Dit deed men door te luisteren naar redevoeringen die Asahara zelf had uitgezocht (redevoeringen uit het boeddhisme en van hemzelf) en door yogaoefeningen te doen. Zo kon men zichzelf steeds naar een hoger niveau opwerken, en elke keer een stap dichter bij zijn of haar ware zelf komen. Een belangrijk punt hierbij was dat de shukkesha door niets of niemand van hun pad mochten worden gebracht. Een strenge scheiding van de buitenwereld was hierbij dus van belang. Al wie bij de organisatie ging, werd afgescheiden van de wereld, mocht niemand van zijn familie meer zien, of zelfs geen contact meer hebben met eender wie van de buitenwereld. Ze leefden in afgesloten communes en kwamen daar niet gemakkelijk uit. Lid worden van Aum was iets voor het leven: eens volgeling, altijd volgeling.
Er zijn drie belangrijke doelstellingen in het boeddhisme: als eerste het helpen van anderen, als tweede het bereiken van de verlichting en als derde het beoefenen van vergevorderde yoga. Asahara heeft een aantal boeken geschreven en uitgegeven, waarin hij (onder andere) beweert dat de leer van de Aum gewoon een samenvoeging is van de drie onderdelen van het boeddhisme. Ook beschrijven deze boeken het proces van de verschillende stadia van verlichting, dat vergeleken wordt met andere manieren om die ultieme staat te bereiken.
Asahara predikte dat de wereld zou vergaan. Om daaraan te ontsnappen en gezond verder te leven, moest je Asahara gehoorzamen en de leer van Aum Shinrikyo volgen. Als de Japanners Asahara zouden accepteren als hun leider, zou Japan een land van vrede, harmonie en spiritualiteit worden. Japanners zouden op die manier die waarden naar de rest van de wereld brengen, en zo een tijd van wereldvrede laten plaatsvinden.
In het denken van Aum gaat men ervan uit dat de wereld sowieso slecht is, en dat het leven van de mens een lijdensweg is. Je kan enkel aan dat lijden ontsnappen door middel van yoga en spirituele oefeningen, om jezelf naar een hoger stadium van "zijn" te brengen.
Asahara beweerde dat hijzelf het ultieme stadium had bereikt, en dat dat hem buitengewone krachten gaf. Daardoor zou hij onder meer helderziend zijn, aan levitatie kunnen doen, en zou hij uit de cirkel van geboorte en dood naar het nirwana kunnen uitbreken.
Na verloop van tijd evolueerde het denken van Aum, zoals bij elke andere nieuwe religie. Daar waar ze zich in het begin concentreerden op de redding van de leden, predikten ze later de redding van de hele mensheid. Ze waren tegen het (Japanse) materialisme. Hierbij is wel aangetekend dat Asahara's volgelingen hem geregeld niet al te geringe geldbedragen schonken, en hij die donaties niet verwierp. De verwerping van rijkdom en materialisme gecombineerd met spiritualisme, yoga en meditatie, was een aantrekkelijke combinatie voor veel jonge, geschoolde en welstellende Japanners die zich niet echt op hun plaats voelden in de samenleving van die tijd. De sekte kreeg als bijnaam 'sekte voor de elite'.

## Geschiedenis

### Ontstaan
In 1984 begonnen Asahara Shoko en zijn vrouw meditatie- en yogalessen te geven. Zo richtten ze een yogaclubje op, Aum-Shinsen-no-Kai (オウム神仙の会). Ze kregen al snel enkele leden. Toen Asahara in 1987 terugkeerde van een reis naar de Himalaya, verklaarde hij aan zijn leden dat hij zijn ultieme doel had bereikt: de verlichting. Hij onderrichte zelf zijn leerlingen, en al snel sloten steeds meer mensen zich aan bij de groep. Dat jaar veranderde hij zijn naam in Asahara Shoko, en die van de organisatie in Aum Shinrikyo. In 1989 werd Aum Shinrikyo door de Japanse wet erkend als een religieuze organisatie. Het aantal aanhangers bleef groeien.

### Voor 1995
In het midden van de jaren tachtig rekruteerde Asahara maar een klein aantal leden. Hij werd wel berucht door zijn zogeheten levitaties en ontmoetingen met de hindoegod Shiva, die hem de opdracht zou hebben gegeven om een ideale wereld te bouwen, "het Koninkrijk van Shambhala". Ook verwierf hij faam door zijn ontmoetingen in 1987 in India met verscheidene belangrijke religieuze leiders, onder wie de dalai lama. Asahara zegt dat die laatste hem aanwees als de nieuwe leider van de boeddhisten in Japan.

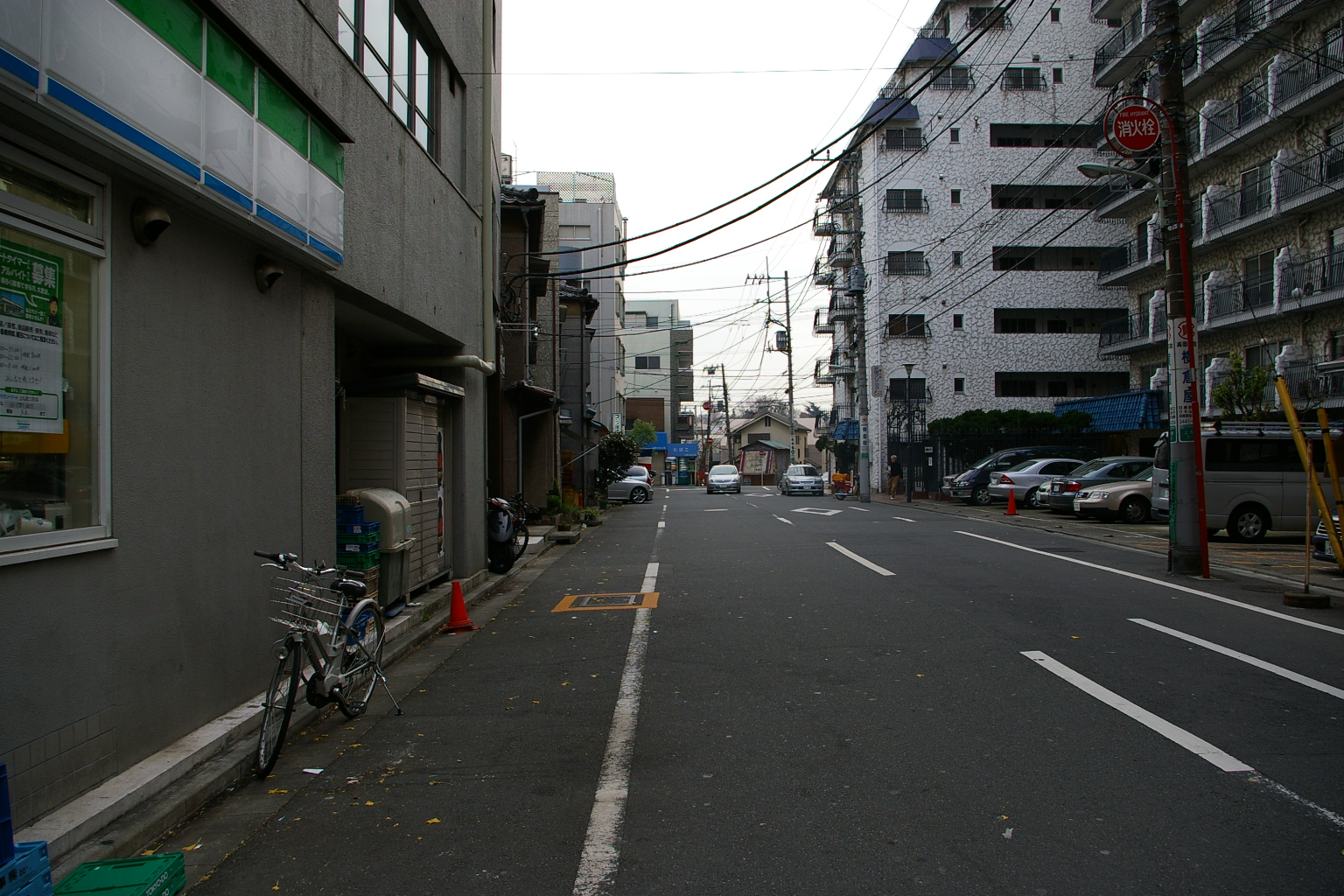
Plaats van de ontvoering in Kamiosaki, het noordelijke deel van de autonome "speciale wijk" Shinagawa, Tokio

In hetzelfde jaar 1987 kreeg de sekte zijn officiële status als religieuze organisatie. Aums hoofdkantoor was in Tokio. Er waren kleinere departementen in Moskou, Bonn, New York, alsook in verschillende steden in Japan en Sri Lanka. In Fujinomiya bevond zich het algemeen hoofdkwartier met trainingscentrum. In het dorp Kamikuishiki had Aum een tiental gebouwen. Ze beweerden toen 30000 volgelingen te hebben in Rusland, maar er was maar een trouwe kern van zo'n 200 leden. Andere buitenlandse posten hadden weinig of geen volgelingen. In Japan was de sekte daarentegen wél populair, vooral bij universitair geschoolde jongeren. De organisatie won zelfs zoveel geschoolde leden, dat ze hier hun bijnaam kregen: sekte van de elite.
In februari 1989 werd het opstandige lid Taguchi Shuji vermoord. Hij wilde de sekte verlaten, en dat was niet naar de wil van Asahara. Taguchi werd gewurgd door Tomomitsu Niimi. Die eerste moord was het begin van een reeks moorden door Aumleden om de sekte te beschermen.
In mei 1989 huurden een aantal ouders de advocaat Sakamoto Tsutsumi in, omdat hij ervaring had met nieuwe religies in Japan. In augustus van dat jaar schreef de krant Sunday Mainichi een zevendelige serie over Aum Shinrikyo. Die serie bevatte onder meer verklaringen dat Aumleden gescheiden werden van hun families, geen contact meer mochten hebben met de buitenwereld en dat kinderen geen goede opleiding zouden krijgen. Daarop kreeg de krant een massale respons van meer dan 200 voormalige Aumleden en families die in brieven hun klachten neerschreven. Als reactie daarop werd het Aum Shinrikyo Higaisha No Kai gesticht, de vereniging van slachtoffers van Aum Shinrikyo. Aum zelf reageerde door de uitgevers en hoofdverantwoordelijken van de krant te bedreigen.
Rond die tijd legde Sakamoto een verkeerde bewering van Asahara bloot. Asahara beweerde dat testen (die uitgevoerd waren in de universiteit van Tokio) hadden bewezen dat zijn bloed uniek DNA bevatte, waardoor zijn spirituele krachten zouden verhogen. Uiteindelijk bleek dat die testen niet hadden plaatsgevonden.
In november 1989 verdween de advocaat samen met zijn eenjarige zoontje en zijn vrouw uit hun huis in Yokohama. Bloed van de slachtoffers en het insigne van Aum werden gevonden in het huis, maar de sekte ontkende elke betrokkenheid. Er werden geen harde bewijzen gevonden die de sekte aan de verdwijningen konden linken. Aum was wel tevreden met de publiciteit. Pas in september 1995 werden de lichamen gevonden, nadat een voormalig sektelid, die betrokken was bij de verdwijning, had bekend.
In februari 1990 stelden Asahara en 24 andere Aumleden zich verkiesbaar voor de Kamer van Volksvertegenwoordiging in Japan. Dat deden ze met hun politieke tak Shinri-tō (Partij van de Hoogste Waarheid). Asahara stelde zichzelf en 25 van zijn trouwste volgelingen verkiesbaar en ze voerden hun verkiezingscampagne met aanzienlijke energie. Achteraf bleek het een grote flop te zijn. De bevolking kwam in opstand tegen hun verafgoding van Asahara en hun smachten naar macht. De resultaten waren summier. Asahara zelf kreeg maar een kleine 1700 stemmen in een kiesdistrict waar een half miljoen stemmen zou moeten worden uitgebracht. Een van zijn jongere collega's, Joyu Fumihiro, kreeg zelfs honderd stemmen meer. Asahara gaf achteraf zelf toe dat het een absoluut verlies was.
In april 1990 probeerden Aumleden een eerste aanval met massawapens. Ze reden met trucks door Tokio, Yokohama, Yokosuka en Narita. In de laadbakken van die trucks stonden grote vernevelaars waarmee ze botulismegif probeerden rond te sproeien. De aanval mislukte omdat ze een verkeerde bacteriestam hadden gebruikt. Er raakten wel een aantal burgers gewond. Het motief was hun onlangs geleden zware verlies in de politiek.

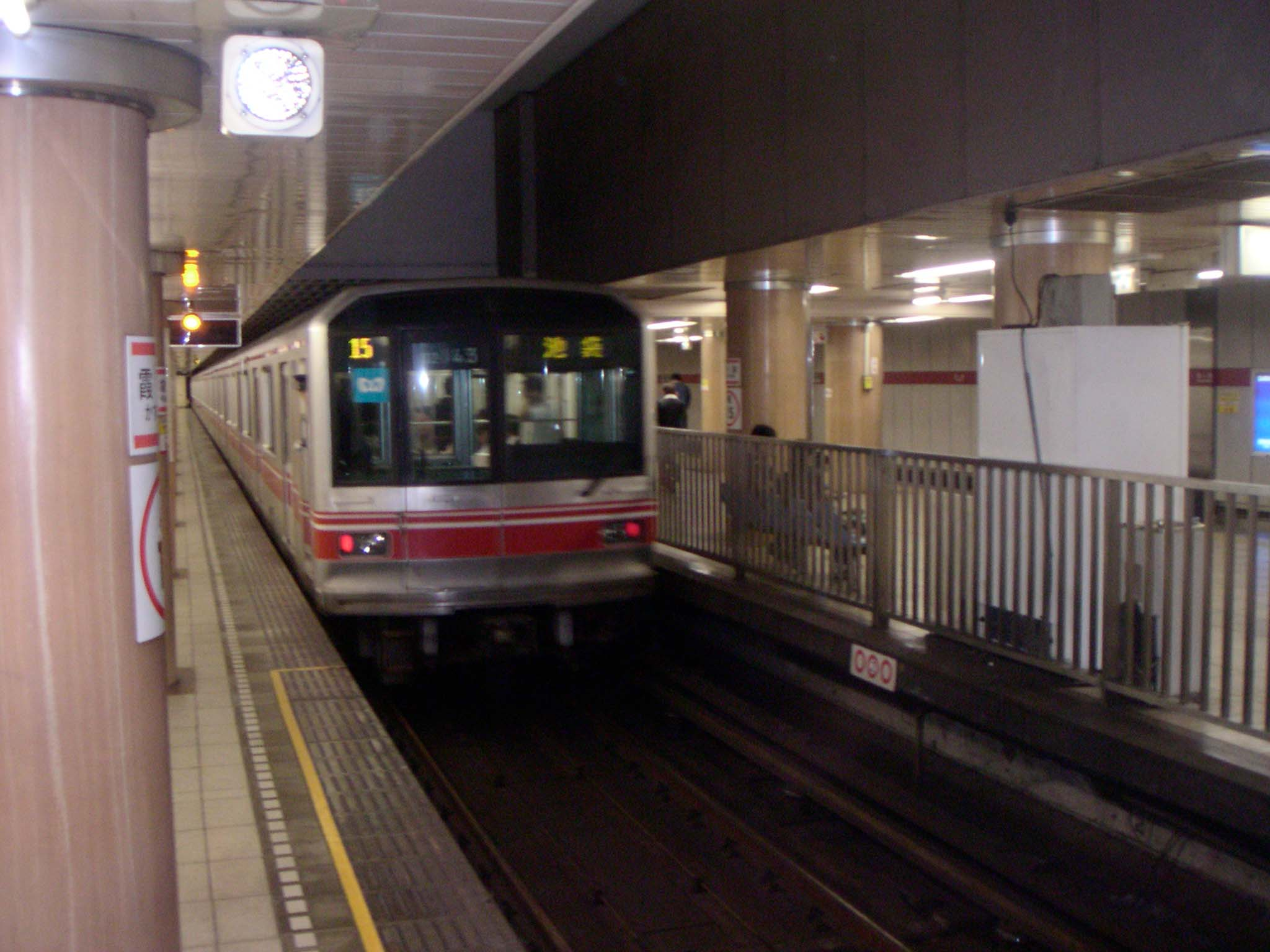
Het station Kasumigaseki, een van de plaatsen delict van de saringasaanval in 1995

In mei 1990 probeerde Aum een commune te stichten in de stad Namimo. De bewoners waren ertegen, en beide kanten klaagden elkaar aan. In augustus 1994 ging de stad akkoord 920 miljoen yen te betalen aan Aum, met als voorwaarde dat Aum de stad zou verlaten tegen augustus 1997.
In april 1993 kocht de organisatie land in West-Australië voor een vestiging en in september van dat jaar reisden Asahara en een aantal van zijn volgelingen naar die basis, waar aan de ontwikkeling van biologische wapens werd gewerkt. Al jaren voor de aanslag met zenuwgas had Aum Shinrikyo minstens negen pogingen gedaan om miljoenen Japanners met miltvuurbacteriën en botulismegif te besmetten. In 1993 reden sekteleden opnieuw rondjes door de binnenstad van Tokio, ditmaal in een auto met een vernevelaar om bacteriën in onzichtbare, reukloze wolken te verspreiden. Ook deze keer gebruikten ze een verkeerde bacteriestam.
In juni 1994 werd sarin zenuwgas vrijgelaten in Matsumoto. Zeven inwoners werden gedood. Het politieonderzoek concentreerde zich vooral op de inwoner die het gas ontdekte en er melding van maakte, maar er werd geen klacht tegen hem ingediend. Een rechtszitting over Aum Shinrikyo zou op dat moment plaatsvinden in Matsumoto, maar moest worden uitgesteld omdat verscheidene van de betrokken juryleden gewond waren geraakt door het giftige gas.
In juli 1994 klaagden verschillende inwoners van het dorp Kamikuishiki over stank. Onderzoek bracht sporen aan het licht van chemicaliën die gebruikt werden in de productie van sarin.
In februari 1995 werd Kariya Kiyoshi in Tokio op straat ontvoerd. Zijn zus was lid van Aum Shinrikyo en wilde een groot deel van het familiebezit aan de sekte schenken. Hij had daartegen geprotesteerd, en als reactie daarop werd hij ontvoerd. De achteraf teruggevonden auto was eigendom van een sektelid.
Een paar dagen voor hun beruchte aanval, 19 maart 1995, werden drie Aumleden gearresteerd in Osaka nadat ze geprobeerd hadden een universiteitsstudent te ontvoeren die de organisatie wilde verlaten.

### Gasaanval 1995
Op 20 maart 1995 droegen vijf leden van Aum in totaal elf met sarin gevulde zakken, verpakt in krantenpapier, in de metro van Tokio tijdens de ochtendspits in vijf verschillende stations. Bij het verlaten van hun trein doorprikten ze de zakken met een paraplu, en vluchtten weg. De lekkende zakken met sarin bleven op de trein liggen terwijl die verder reed. Dertien mensen werden gedood en 5500 mensen raakten gewond.
De gasaanval was maar haastig gepland. Aum had de dag ervoor gehoord dat er op 22 maart een grote politiezoekactie zou plaatsvinden in hun hoofdkwartieren. Door deze aanval hoopten ze eerst nog de aandacht op een andere sekte te vestigen. Ze hoopten dat de politie een groep als de Soka Gakkai zou verdenken voor een aanslag als deze.
Op 22 maart 1995 hielden 3000 politieagenten een reusachtige zoektocht en klopjacht in 25 Aum-gebouwen over heel Japan. Aanvankelijk werd vooral gezocht naar Kariya Kiyoshi, later spitste de zoektocht zich vooral toe op de opslag van chemicaliën en wapens. Een aantal Aumleiders werd toen al gearresteerd en op 16 mei kon de politie Asahara Shoko en zestien andere Aumleiders inrekenen op verdenking van betrokkenheid bij de gasaanval. Eind oktober 1995 erkende de Japanse regering Aum Shinrikyo niet meer als een officiële religieuze organisatie.
In tussentijd deed Aum nog een aantal pogingen met biologische wapens. Flessen en zakken met gas werden op drukke plaatsen achtergelaten, maar waren vaak niet schadelijk. Ze kwamen meestal aan het licht doordat een voorbijganger klacht indiende omdat het op die plaatsen stonk. In die periode gaven ook een aantal Aumleden aan de politie toe dat ze hadden meegeholpen met de productie van sarin, mosterdgas en andere verboden biologische wapens.

### Na 1995

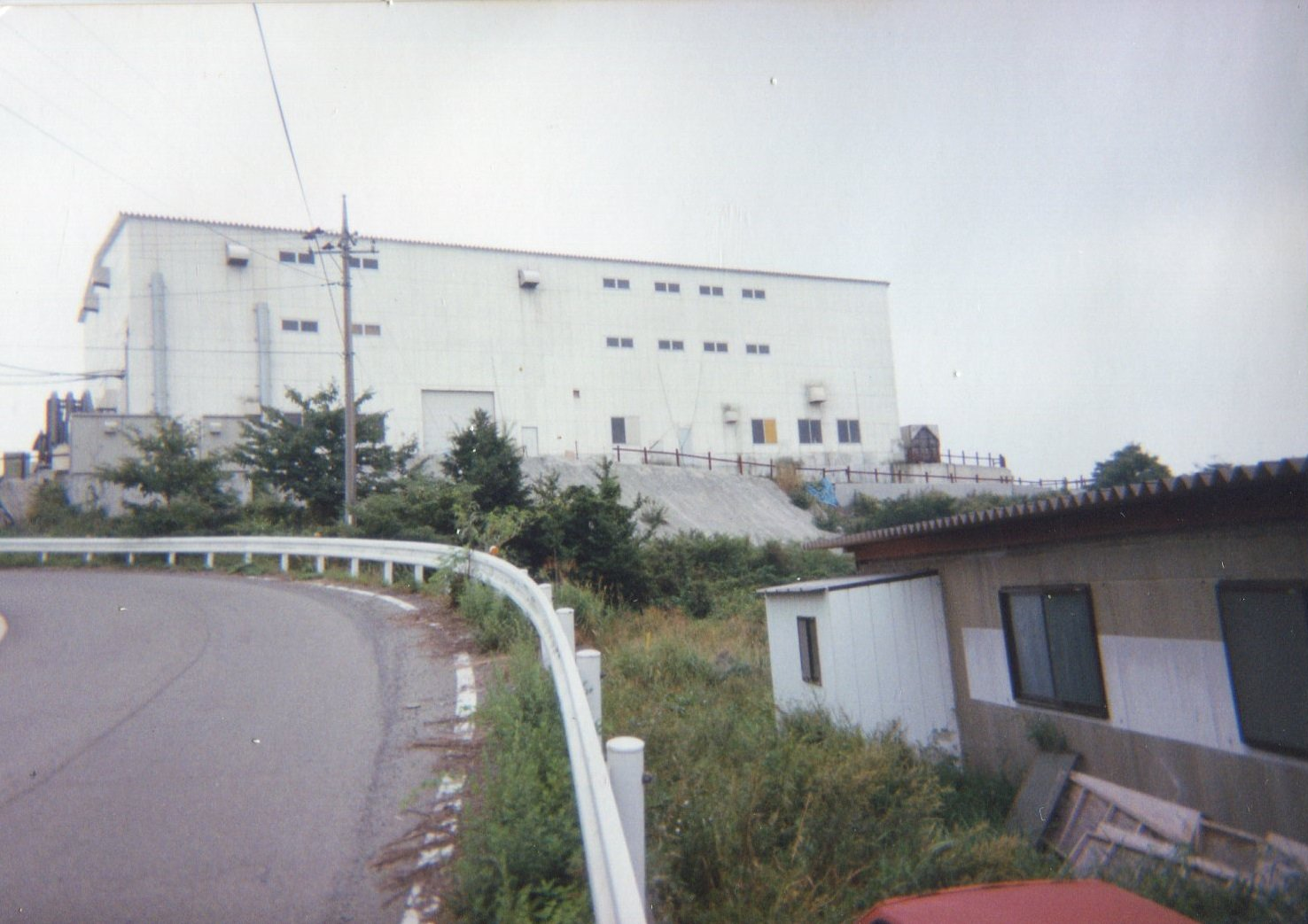
Aum Shinrikyo faciliteit in Kamikuisshiki, 8 september 1996

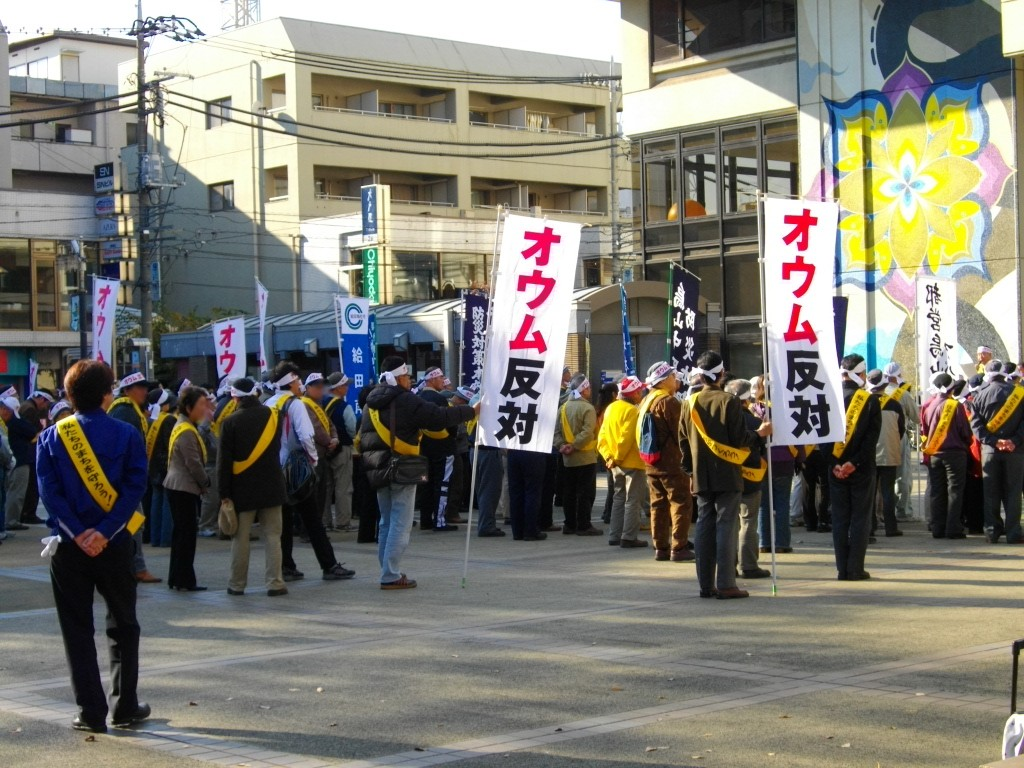
Protestactie tegen Aum Shinrikyo

Op 28 maart 1996 verklaarde de rechtbank van Tokio de organisatie failliet. De maand daarop ging het proces tegen Asahara en een aantal andere leiders van start. De kopstukken van Aum bekenden allemaal hun aandeel in de gasaanval. Asahara daarentegen bleef zijn onschuld volhouden. Toch werd hij in 2004 ter dood veroordeeld. Hij ging in beroep, maar dat werd afgewezen omdat zijn advocaten het verzoek te laat hadden ingediend. Asahara was volgens zijn advocaten ontoerekeningsvatbaar, maar de gerechtspsychiater zei dat hij slechts veinsde geestesziek te zijn. Alle kopstukken werden berecht: er werden in totaal in de zaak dertien mensen ter dood veroordeeld. De executie van zeven veroordeelden, onder wie Asahara, die als eerste van de zeven geëxecuteerd werd, vond plaats op 6 juli 2018, de executie van de overige zes veroordeelden op 26 juli 2018.
Ofschoon Asahara in de gevangenis zat, bleef Aum Shinrikyo bestaan, en wel onder leiding van de toen vijf- en zesjarige zonen van Asahara. De sekte geloofde in reïncarnatie, dus zijn zonen konden evengoed leider zijn.
Tot in 2000 bleef het een harde strijd tussen de sekte en de rest van Japan. Zo zijn er incidenten geweest waarbij de burgemeester van Sakuyama een aantal leden, waaronder de toenmalige jonge leiders, niet wilde registreren in het bevolkingsregister van zijn gemeente. De sekte protesteerde daartegen; ze vonden dat een gemeente iedereen moest registreren die er wilde gaan wonen. De burgemeester antwoordde daarop dat dat inderdaad moest, behalve wanneer er vermoed werd dat de personen in kwestie een gevaar zouden kunnen betekenen voor de rest van de gemeenschap, en dat dat hier het geval was.
De organisatie bleef bestaan en bleef zeer radicaal, tot in 2000.

## Aleph
In februari 2000 kwam er een grote verandering in de organisatie. Joyu Fumihiro, na 1995 de woordvoerder van Aum Shinrikyo, nam Asahara Shoko's plaats in. De sekte veranderde zijn naam in Aleph, en zijn denken werd minder radicaal. Het nam afstand van het extremistische Aum Shinrikyo en verwijderde eerder geplaatste en zeer provocerende teksten. Aleph verontschuldigde zich voor de gasaanslag, en richtte een steunorganisatie op. Daarmee betaalden ze schadevergoedingen aan de slachtoffers van eerdere misdaden van Aum.
De nieuwe organisatie neemt afstand van Asahara Shoko, maar zegt wel nooit de band met hun spirituele vader te willen verliezen.
De sekte kreeg minder en minder publieke belangstelling en verdween langzaam naar de achtergrond. Ze bestaan nog steeds, maar leiden een eigen leven, minder radicaal en meer op zichzelf.

## Trivia
- David Mitchell gebruikte deze gebeurtenis als basis voor zijn boek Ghostwritten.